# Stradomia Wierzchnia
Stradomia Wierzchnia est une localité polonaise de la gmina de Syców, située dans le powiat d'Oleśnica en voïvodie de Basse-Silésie.